# Julius Haußmann

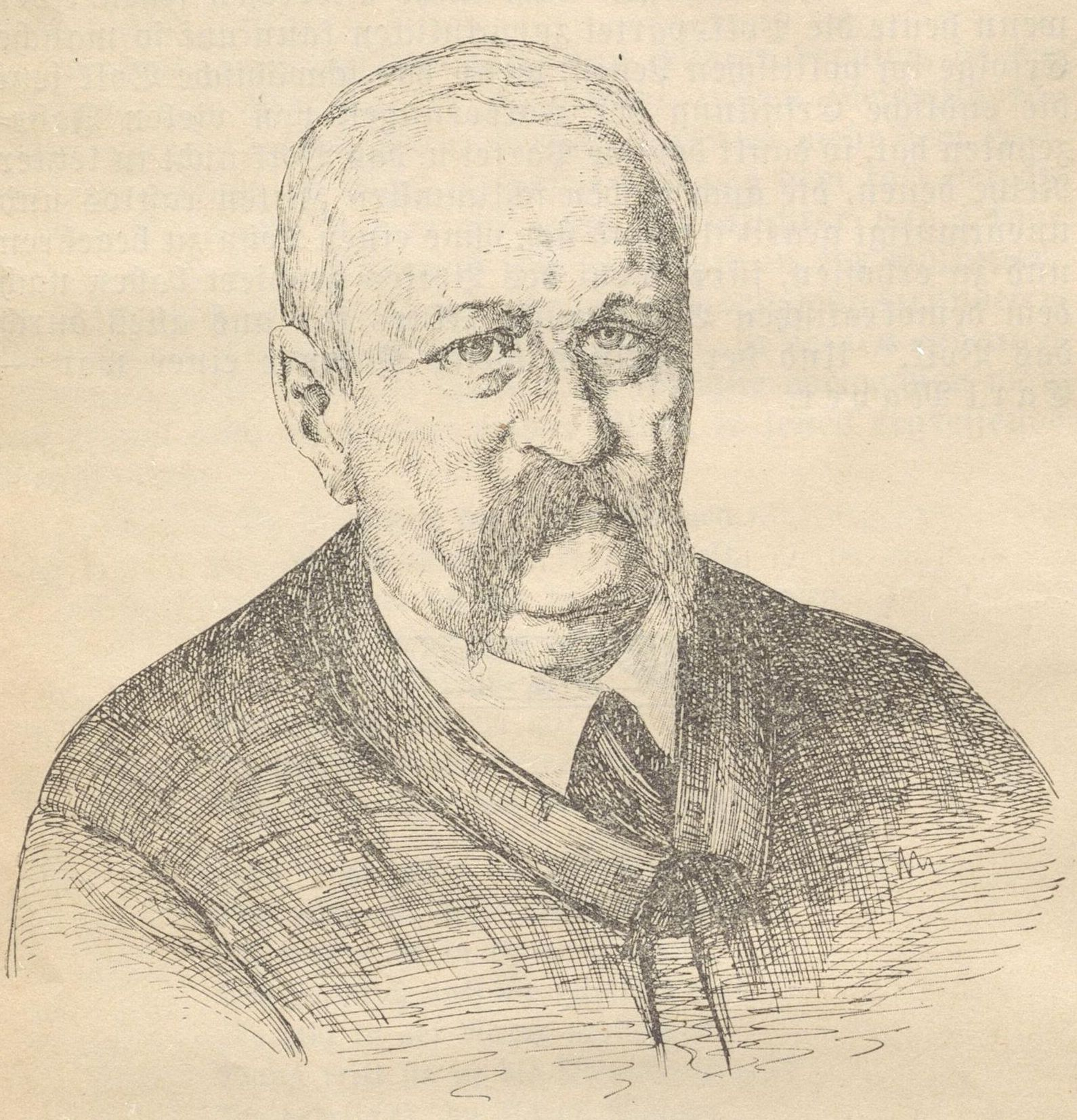
Julius Haußmann

Julius Haußmann (* 27. Juli 1816 in Ludwigsburg; † 29. Juli 1889 in Stuttgart) war ein deutscher Kaufmann, Publizist und Politiker.

## Leben
Julius Haußmann studierte Rechtswissenschaften an der Universität Tübingen und war dort seit 1835 Mitglied des Corps Suevia Tübingen. Nachdem er Tübingen ohne Abschluss verlassen hatte, arbeitete er zunächst in der Apotheke seines Vaters in Ludwigsburg. Im Rahmen seiner politischen Aktivität setzte er sich sehr für die kommunale und staatliche Selbstbestimmung des Volks ein und forderte eine Stärkung der individuellen Rechte und Freiheiten. In den Revolutionsjahren beteiligte er sich 1849 führend an der Reutlinger Pfingstversammlung. Dort wurde eine Beschleunigung der inneren Reformen gefordert. Daraufhin musste Haußmann in die Schweiz fliehen. Er kehrte freiwillig zurück und wurde zu mehrjähriger Festungshaft verurteilt, die er auf der Festung Hohenasperg verbrachte. Im Jahre 1854 wurde er vorzeitig aus dem Gefängnis entlassen. Zusammen mit Karl Mayer und Ludwig Pfau arbeitete er in der Redaktion des Stuttgarter Beobachters und war mit ihnen am 6. Januar 1864 Gründungsmitglied der württembergischen Volkspartei, die den Weg zur kleindeutschen Lösung scharf ablehnte und bald in der Deutschen Volkspartei aufging.

## Familie
Julius Haußmann war der Sohn des Hof- und Stadtapothekers in Ludwigsburg Karl Friedrich Haußmann (1779–1856) und der Carolina geb. Kausler (1790–1839). Er war in erster Ehe mit Marie Josephine Stoffel (1827–1857) verheiratet. Von ihr bekam er die Zwillingssöhne Conrad (1857–1922) und Friedrich (1857–1907), die beide aktive Politiker in der Volkspartei wurden. In zweiter Ehe war er seit 1861 mit Anna Leisler (1822–1862) verheiratet. Die Familie ist ein Zweig der Haußmann von Reudern.